# 32 Pegasi
32 Pegasi, som är stjärnans Flamsteed-beteckning, är en dubbelstjärna belägen i den norra delen av stjärnbilden Pegasus. Den har en kombinerad skenbar magnitud på ca 4,81 och är svagt synlig för blotta ögat där ljusföroreningar ej förekommer. Baserat på parallax enligt Gaia Data Release 2 på ca 5,8 mas, beräknas den befinna sig på ett avstånd på ca 560 ljusår (ca 173 parsek) från solen. Den rör sig bort från solen med en heliocentrisk radialhastighet av ca 11 km/s.

## Egenskaper
Primärstjärnan 32 Pegasi Aa är en blå till vit jättestjärna av spektralklass B9 III. Den har en radie som är ca 8 solradier och utsänder ca 541 gånger mera energi än solen från dess fotosfär vid en effektiv temperatur på ca 11 400 K.
Den svagare följeslagaren, 32 Pegasi Ab, har magnitud 8,86 och en vinkelseparation av 0,50 bågsekunder vid en positionsvinkel på 288° från det primärstjärnan, år 2005. Visuella följeslagare är 32 Pegasi B, separerad från A med 70,7 bågsekunder och magnitud 10,73, 32 Pegasi C, separerad från B av 3,2 bågsekunder och magnitud 12,4, samt 32 Pegasi D, separerad från A med 42,8 bågsekunder och magnitud 11,9 och 32 Pegasi E, separerad från A med 58,3 bågsekunder och magnitud 11,9.